# Middleton Beach (Strand)
Middleton Beach ist ein Sandstrand im Süden des australischen Bundesstaats Western Australia. Er ist der Hauptstrand der Stadt Albany.
Der Strand ist 3,7 Kilometer lang und bis zu 50 Meter breit. Er öffnet sich in Richtung Südosten. Der Strand ist über viele Fußwege zu erreichen.
Middleton Beach wird von Montag bis Freitag von 8 bis 16 Uhr von den Middleton Beach Lifeguards bewacht, Samstag und Sonntag von 13 bis 16 Uhr von Albany SLSC. Am Strand sind Hunde sowie Fahrräder erlaubt.